# Pietro I di Oldenburg
Pietro I di Holstein-Oldenburg (Riesenburg, 17 gennaio 1755 – Wiesbaden, 21 maggio 1829) è stato il primo granduca di Oldenburg.

## Biografia

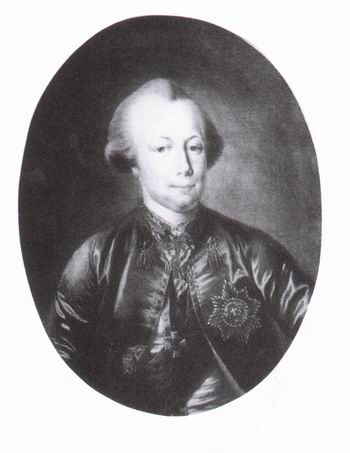
Ritratto del giovane Pietro di Oldenburg

Pietro era figlio del principe Giorgio Ludovico di Holstein-Gottorp e di sua moglie, Sofia Carlotta di Schleswig-Holstein-Sonderburg-Beck.
Pietro crebbe con lo zio, il principe-vescovo di Lubecca Federico Augusto, per poi passare alla corte della cugina, la zarina Caterina II di Russia. Era anche nipote del re di Svezia Adolfo Federico.
Nel 1776 Pietro venne nominato coadiutore della diocesi di Lubecca, dal momento che il principe ereditario Federico Guglielmo non era in grado di governare. Nel 1785, alla morte del principe-vescovo Federico Augusto, divenne amministratore del ducato di Oldenburgo e principe-vescovo di Lubecca a sua volta, ottenendo tutte le cariche di governo, ma senza avere il privilegio di portare il titolo di duca, che gli venne concesso solo alla morte del principe ereditario Federico Guglielmo nel 1823.
Nel 1803 il principato vescovile di Lubecca, in riconoscimento dei meriti della casata di Holstein-Gottorp, venne secolarizzato in un principato laico ed unito al ducato di Oldenburg, unendovi anche i possedimenti di Vechta e Cloppenburg.
Nel 1806 il ducato venne temporaneamente occupato dalle truppe olandesi e francesi. Varel e Kniphausen, che appartenevano ai domini di Oldenburg, vennero assegnate al regno d'Olanda. Pietro fu pertanto costretto a sottoscrivere la pace di Erfurt e ad aderire alla Confederazione del Reno nel 1808.
Oldenburg venne ad ogni modo occupata dai francesi sino al 1810 come parte dei domini di stato sottoposti al governo di Napoleone I, costringendo Pietro a vivere in esilio in Russia.
Nel 1813, dopo la caduta di Napoleone, egli riprese possesso delle proprie terre, preoccupandosi tra le prime riforme di provvedere alla formazione di un eccellente servizio militare di fanteria di stanza ad Oldenburg.
Al Congresso di Vienna del 1815 ottenne il titolo di granduca di Oldenburg, anche se non se ne servì ufficialmente sino al 1823, anno della sua definitiva presa di potere nel ducato. Oldenburg ottenne anche il principato di Birkenfeld e, nel 1818, l'area di Jever.

## Matrimonio e figli
Pietro Federico Luigi sposò nel 1781 la duchessa Federica Elisabetta di Württemberg, che morì nel 1785 a soli 20 anni, ma che fece in tempo a dare alla luce due figli:
- Paolo Federico Augusto (1783-1853), granduca di Oldenburg.
- Giorgio (1784-1812), sposò la granduchessa Ekaterina Pavlovna Romanova.

## Ascendenza
|                                                             |                                                      |                                                              | Genitori                                                     |  |  | Nonni |  |  | Bisnonni                              |  |  | Trisnonni                        |  |
|                                                             |                                                      |                                                              |                                                              |  |  |       |  |  | Cristiano Alberto di Holstein-Gottorp |  |  | Federico III di Holstein-Gottorp |  |
|                                                             |                                                      |                                                              |                                                              |  |  |       |  |  | Cristiano Alberto di Holstein-Gottorp |  |  | Federico III di Holstein-Gottorp |  |
|                                                             |                                                      | Maria Elisabetta di Sassonia                                 |                                                              |  |  |       |  |  | Cristiano Alberto di Holstein-Gottorp |  |  |                                  |  |
| Cristiano Augusto di Holstein-Gottorp                       |                                                      |                                                              |                                                              |  |  |       |  |  | Cristiano Alberto di Holstein-Gottorp |  |  |                                  |  |
|                                                             |                                                      | Federica Amalia di Danimarca                                 | Federico III di Danimarca                                    |  |  |       |  |  |                                       |  |  |                                  |  |
|                                                             |                                                      | Federica Amalia di Danimarca                                 | Federico III di Danimarca                                    |  |  |       |  |  |                                       |  |  |                                  |  |
|                                                             |                                                      | Federica Amalia di Danimarca                                 | Sofia Amelia di Brunswick-Lüneburg                           |  |  |       |  |  |                                       |  |  |                                  |  |
| Giorgio Ludovico di Holstein-Gottorp                        |                                                      | Federica Amalia di Danimarca                                 |                                                              |  |  |       |  |  |                                       |  |  |                                  |  |
|                                                             |                                                      | Federico VII di Baden-Durlach                                | Federico VI di Baden-Durlach                                 |  |  |       |  |  |                                       |  |  |                                  |  |
|                                                             |                                                      | Federico VII di Baden-Durlach                                | Federico VI di Baden-Durlach                                 |  |  |       |  |  |                                       |  |  |                                  |  |
|                                                             |                                                      | Federico VII di Baden-Durlach                                | Cristina Maddalena del Palatinato-Zweibrücken-Kleeburg       |  |  |       |  |  |                                       |  |  |                                  |  |
| Albertina Federica di Baden-Durlach                         |                                                      | Federico VII di Baden-Durlach                                |                                                              |  |  |       |  |  |                                       |  |  |                                  |  |
|                                                             |                                                      | Augusta Maria di Holstein-Gottorp                            | Federico III di Holstein-Gottorp                             |  |  |       |  |  |                                       |  |  |                                  |  |
|                                                             |                                                      | Augusta Maria di Holstein-Gottorp                            | Federico III di Holstein-Gottorp                             |  |  |       |  |  |                                       |  |  |                                  |  |
|                                                             |                                                      | Augusta Maria di Holstein-Gottorp                            | Maria Elisabetta di Sassonia                                 |  |  |       |  |  |                                       |  |  |                                  |  |
| Pietro I di Oldenburg                                       |                                                      | Augusta Maria di Holstein-Gottorp                            |                                                              |  |  |       |  |  |                                       |  |  |                                  |  |
|                                                             | Federico Luigi di Schleswig-Holstein-Sonderburg-Beck | Augusto Filippo di Schleswig-Holstein-Sonderburg-Beck        |                                                              |  |  |       |  |  |                                       |  |  |                                  |  |
|                                                             | Federico Luigi di Schleswig-Holstein-Sonderburg-Beck | Augusto Filippo di Schleswig-Holstein-Sonderburg-Beck        |                                                              |  |  |       |  |  |                                       |  |  |                                  |  |
|                                                             | Federico Luigi di Schleswig-Holstein-Sonderburg-Beck | Maria Sibilla di Nassau-Saarbrücken                          |                                                              |  |  |       |  |  |                                       |  |  |                                  |  |
| Federico Guglielmo II di Schleswig-Holstein-Sonderburg-Beck | Federico Luigi di Schleswig-Holstein-Sonderburg-Beck |                                                              |                                                              |  |  |       |  |  |                                       |  |  |                                  |  |
|                                                             |                                                      | Luisa Carlotta di Schleswig-Holstein-Sonderburg-Augustenburg | Ernest Gunther di Schleswig-Holstein-Sonderburg-Augustenburg |  |  |       |  |  |                                       |  |  |                                  |  |
|                                                             |                                                      | Luisa Carlotta di Schleswig-Holstein-Sonderburg-Augustenburg | Ernest Gunther di Schleswig-Holstein-Sonderburg-Augustenburg |  |  |       |  |  |                                       |  |  |                                  |  |
|                                                             |                                                      | Luisa Carlotta di Schleswig-Holstein-Sonderburg-Augustenburg | Augusta di Schleswig-Holstein-Sonderburg-Glücksburg          |  |  |       |  |  |                                       |  |  |                                  |  |
| Sofia Carlotta di Schleswig-Holstein-Sonderburg-Beck        |                                                      | Luisa Carlotta di Schleswig-Holstein-Sonderburg-Augustenburg |                                                              |  |  |       |  |  |                                       |  |  |                                  |  |
|                                                             |                                                      | Cristoforo I di Dohna-Schlobitten                            | Federico di Dohna                                            |  |  |       |  |  |                                       |  |  |                                  |  |
|                                                             |                                                      | Cristoforo I di Dohna-Schlobitten                            | Federico di Dohna                                            |  |  |       |  |  |                                       |  |  |                                  |  |
|                                                             |                                                      | Cristoforo I di Dohna-Schlobitten                            | Sperentia du Puy Montbrun                                    |  |  |       |  |  |                                       |  |  |                                  |  |
| Ursula Anna di Dona-Schlobitten                             |                                                      | Cristoforo I di Dohna-Schlobitten                            |                                                              |  |  |       |  |  |                                       |  |  |                                  |  |
|                                                             |                                                      | Maria Federica di Dohna                                      | Cristiano Alberto di Dohna                                   |  |  |       |  |  |                                       |  |  |                                  |  |
|                                                             |                                                      | Maria Federica di Dohna                                      | Cristiano Alberto di Dohna                                   |  |  |       |  |  |                                       |  |  |                                  |  |
|                                                             |                                                      | Maria Federica di Dohna                                      | Sofia Teodora di Brederode-Vianen                            |  |  |       |  |  |                                       |  |  |                                  |  |
|                                                             |                                                      | Maria Federica di Dohna                                      |                                                              |  |  |       |  |  |                                       |  |  |                                  |  |